# Michael Turtur
Michael Turtur, dit Mike Turtur, né le 2 juillet 1958 à Adélaïde, est un coureur cycliste australien. Il a notamment été champion olympique du poursuite par équipes lors des Jeux de 1984. De 1999 à 2020, il dirige le Tour Down Under, dont il est à l'origine de la création. En novembre 2008, il devient président de la Confédération océanienne de cyclisme.

## Biographie
En 1978, Michael Turtur participe aux Jeux du Commonwealth, ses premiers championnats internationaux. Il participe ensuite aux Jeux olympiques de 1980 à Moscou, et aux championnats du monde de cyclisme sur piste de 1982 et 1983. Lors des Jeux du Commonwealth de 1982, il obtient sa première médaille internationale : l'or en poursuite par équipes et individuelle et le bronze en scratch. En 1984, il devient champion olympique du contre-la-montre par équipes avec Dean Woods, Kevin Nichols et Michael Grenda. Aux Jeux du Commonwealth de 1986, il est porte-drapeau de la délégation australienne et est à nouveau médaillé d'or de la poursuite par équipes.
Parallèlement à son activité cycliste, Michael Turtur exerce le métier de charpentier de 1978 à 1984. En 1985, il devient pour six ans entraîneur à l'Institut des sports d’Australie méridionale. De 1992 à 1998, il est manager au Superdome d’Adélaïde. Il dirige l'équipe d'Australie lors des championnats du monde de cyclisme sur piste 1993, des Jeux du Commonwealth de 1994 et des Jeux olympiques de 1996.
En 1998, il est à l'origine de la création du Tour Down Under, course par étapes sur route se déroulant en Australie-Méridionale et dont la première édition a lieu en 1999. En novembre 2008, il devient président de la Confédération océanienne de cyclisme, succédant à Ray Godkin. Il devient à ce titre membre du comité directeur de l'Union cycliste internationale.
Après le Tour Down Under 2020, il laisse sa place de directeur de course à l'ancien coureur Stuart O'Grady.

## Palmarès

### Jeux olympiques
- Los Angeles 1984
  -  Champion olympique de poursuite par équipes (avec Michael Grenda, Kevin Nichols et Dean Woods)

### Jeux du Commonwaelth
- 1982
  -  Médaillé d'or de la poursuite par équipes
  -  Médaillé d'or de la poursuite individuelle
  -  Médaillé de bronze du scratch
- 1986
  -  Médaillé d'or de la poursuite par équipes

## Distinctions
- Temple de la renommée du cyclisme en Australie